# Shimoni
För andra betydelser, se Shimoni (olika betydelser).

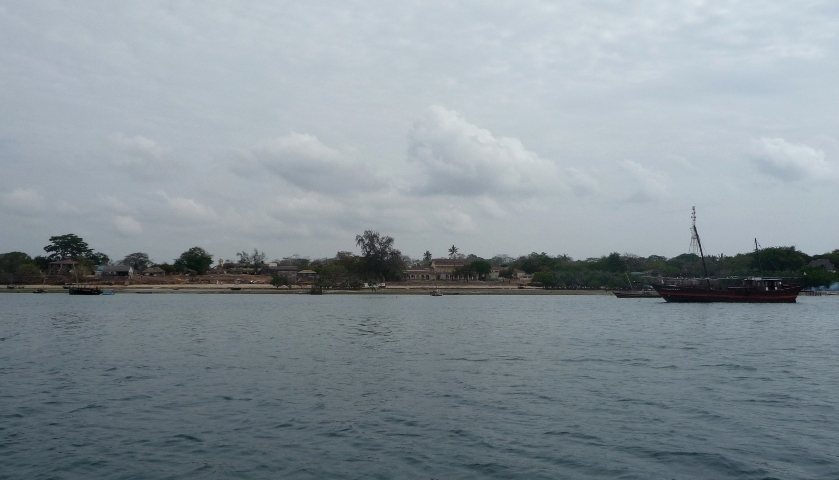
Shimoni, mars 2009.

Shimoni är en ort och hamn i provinsen Kustprovinsen i Kenya. Det är den närmsta större orten till Kisite-Mpunguti marina nationalpark, och bas för båtfärder dit. Från Shimoni går också båtar till Zanzibar.